# 群馬県道78号太田大間々線
群馬県道78号太田大間々線（ぐんまけんどう78ごう おおたおおまません）は、群馬県太田市からみどり市に至る県道（主要地方道）である。

## 概要
太田市西本町の太田合同庁舎東交差点からみどり市旧大間々町の大間々7丁目交差点を結ぶ路線である。本路線は太田市鳥山下町の太田警察署北交差点で現道と新道にそれぞれ分岐する。

### 路線データ
- 起点[注釈 1] : 群馬県太田市西本町（群馬県道2号前橋館林線交点〈太田合同庁舎東交差点〉）[注釈 2]
- 終点 : 群馬県みどり市大間々町大間々887番[1]（国道122号・群馬県道73号伊勢崎大間々線交点〈大間々町6丁目交差点〉）
- 重要な経過地：新田郡藪塚本町[注釈 3]
- 総延長 : 16.6625 km
- 実延長 : 16.5778 km

## 歴史
- 1959年（昭和34年）9月18日：群馬県より現・道路法に基づき、県道太田大間々（太田市大字大島 - 新田郡薮塚本町 - 山田郡大間々町、整理番号9）が路線認定される[2]。
  - 同時に、前身路線にあたる旧・県道太田大間々線（太田市 - 山田郡大間々町、整理番号92）が路線廃止される[3]。
- 1993年（平成5年）5月11日：建設省から、県道太田大間々線が太田大間々線として主要地方道に指定される[4]。

## 路線状況

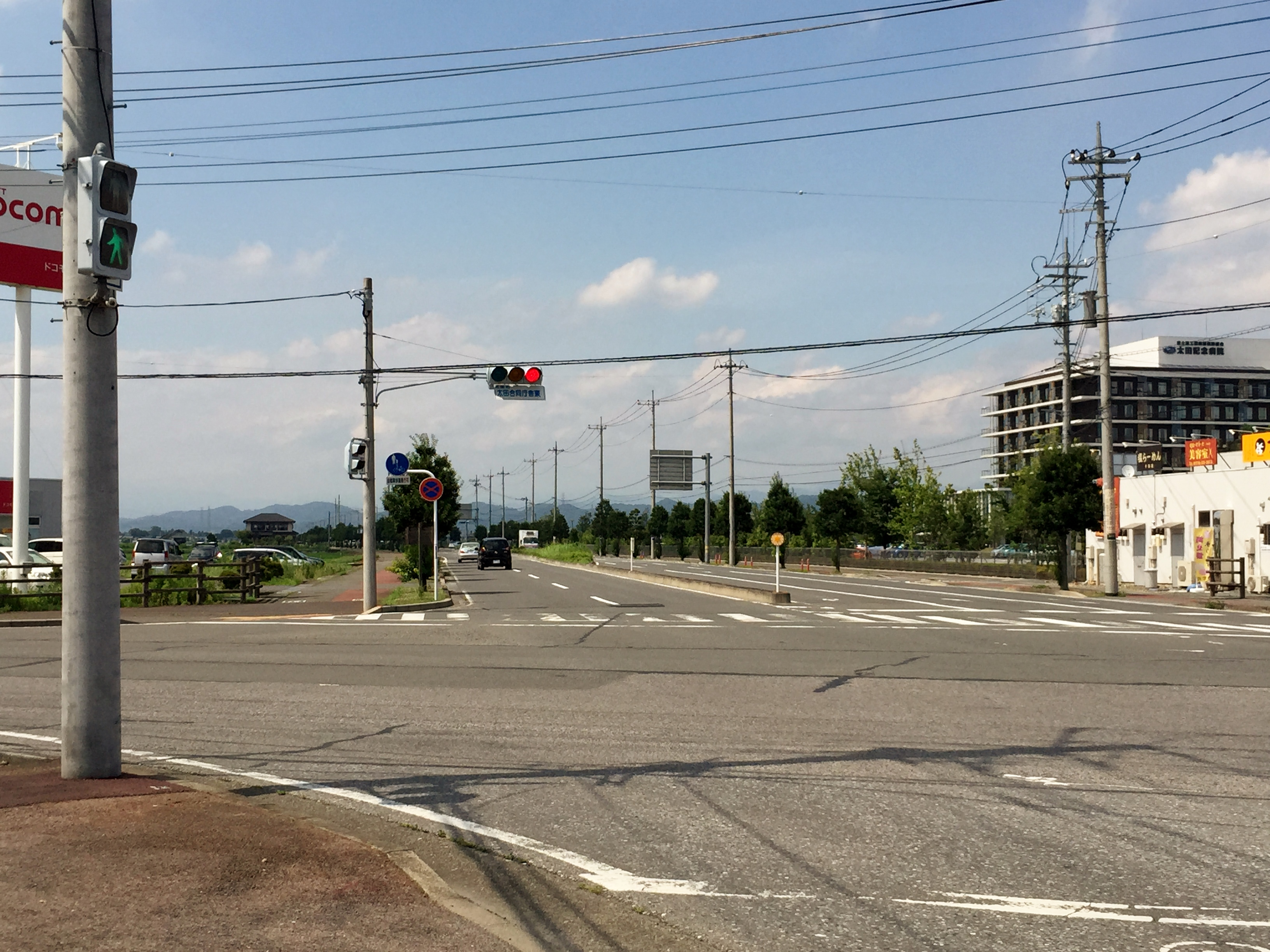
太田合同庁舎東交差点（起点、2015年7月）
正面方向が県道78号現道である。

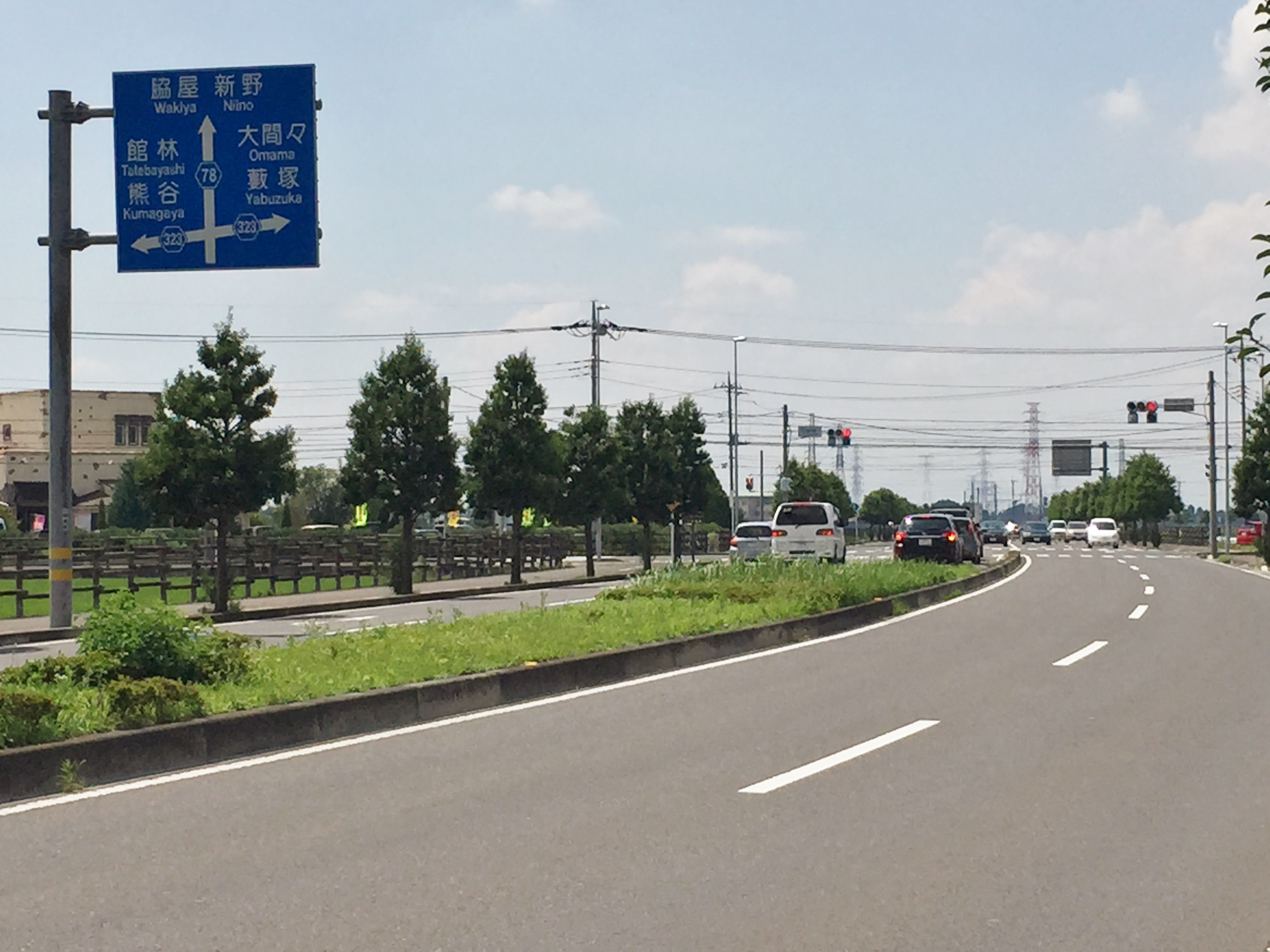
太田警察署北交差点付近（2015年7月）
当交差点と大間々方面を望む。交差点は→方向が県道78号現道・323号、↓が78号現道、←が323号、↑が78号新道である。

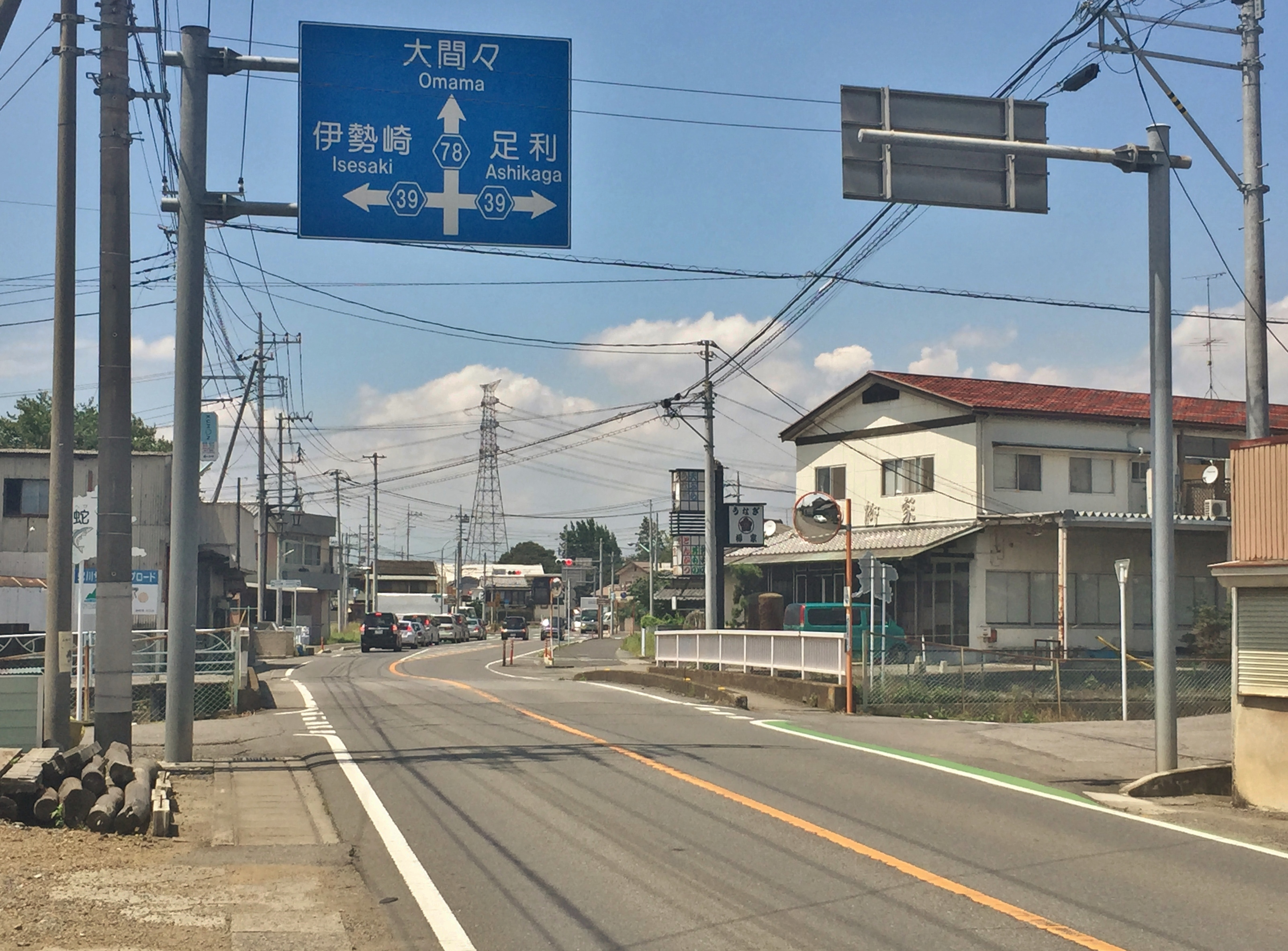
石橋十字路交差点付近（県道78号現道、2015年7月）
当交差点（39号交差）と大間々方面を望む。交差点は写真奥・手前方向が78号現道、写真左・右方向が39号である。

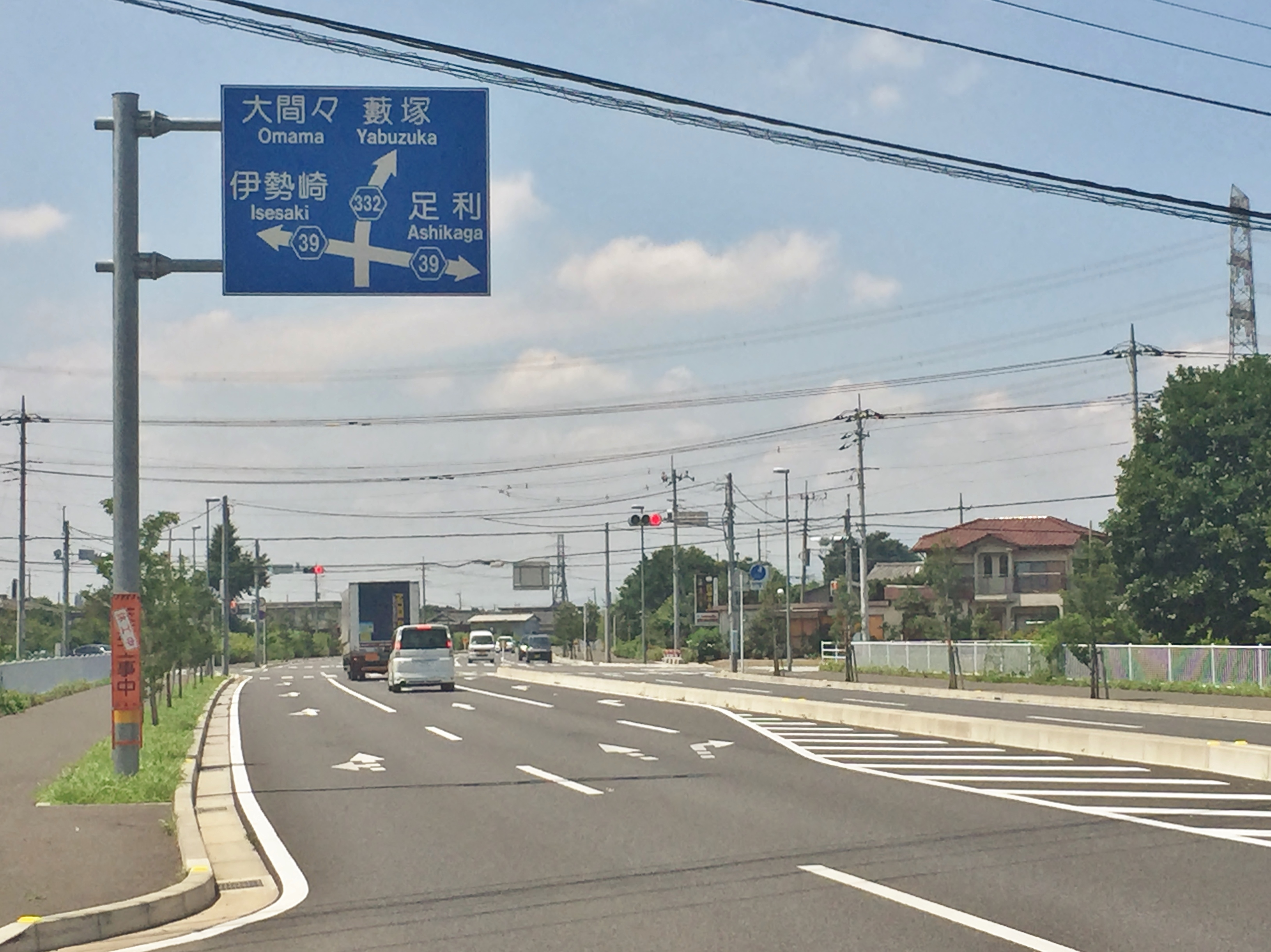
新田小金井町北交差点付近（県道78号新道、2015年7月）
当交差点（39号交差）と大間々方面を望む。交差点は写真手前方向が78号新道、写真左方向が39号・332号、写真奥方向が332号、写真右方向が39号である。

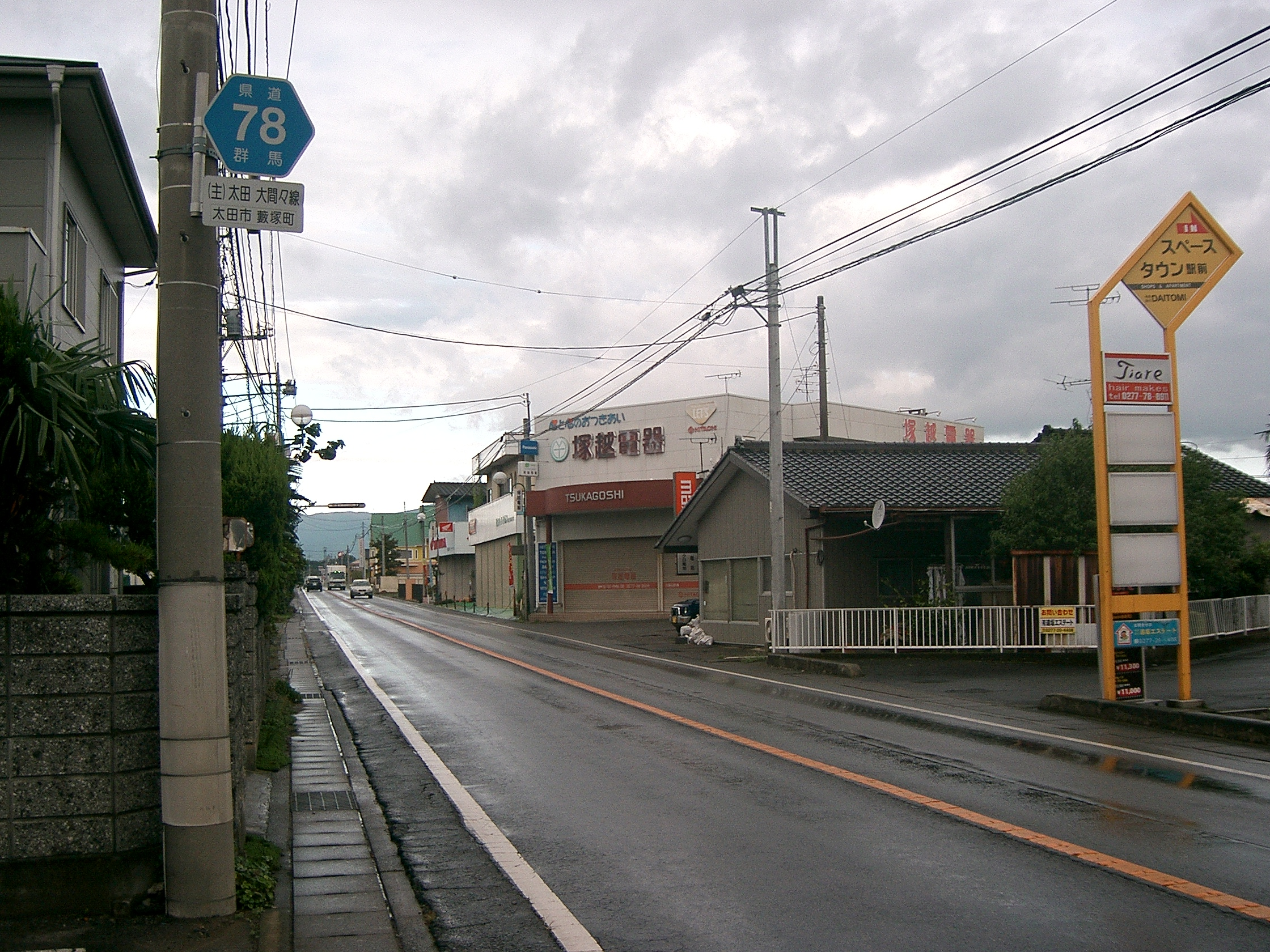
藪塚交差点より大間々方面を望む
（県道78号現道）

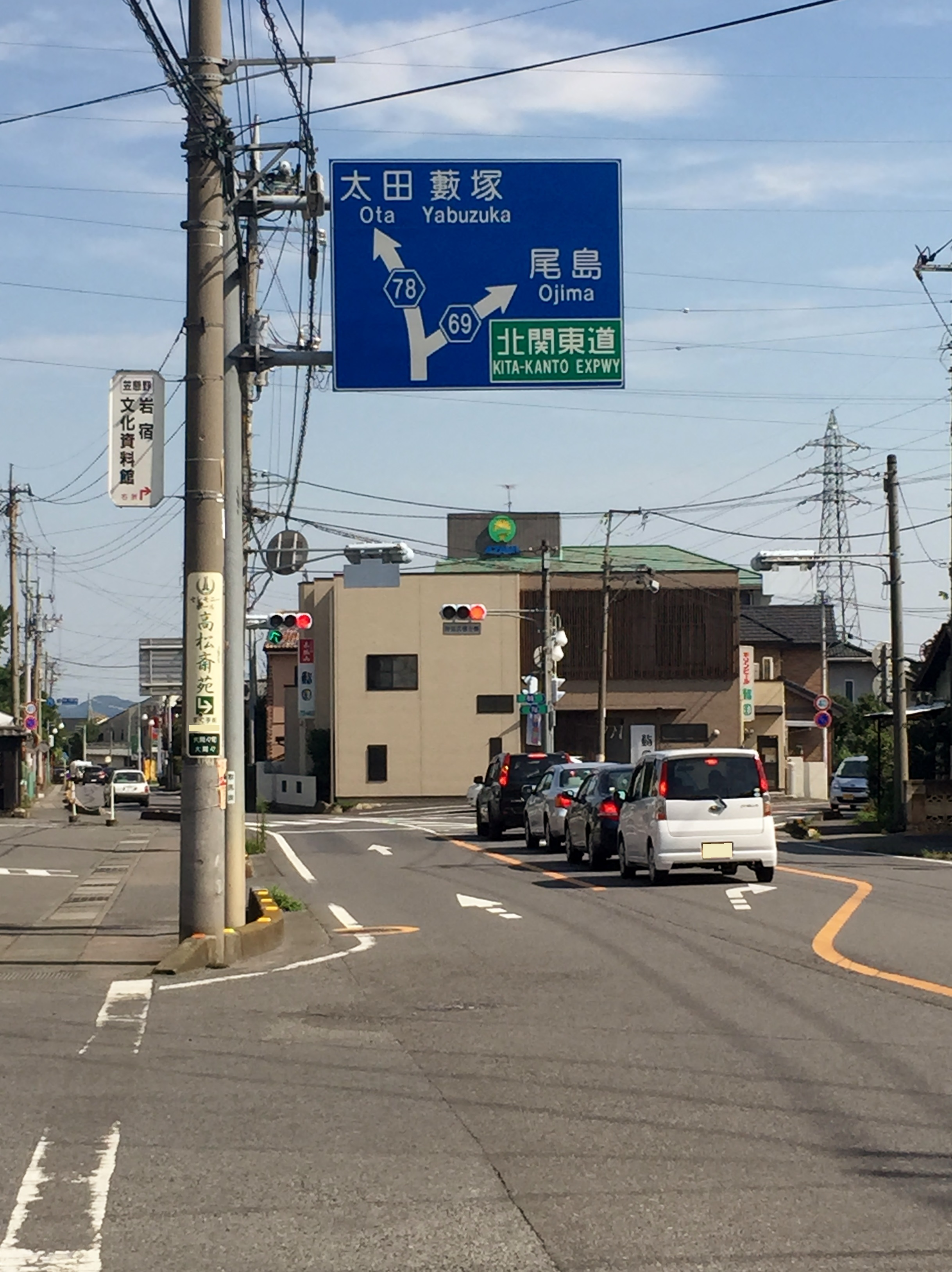
大間々7丁目交差点
（終点、2015年7月）
Y字路の交差点であり、写真左奥方向が県道78号、写真手前・右奥方向が県道69号である。

現道は、太田市・起点からみどり市・阿左美下原交差点あたりにかけて東武桐生線と並行しながら走る。
新道は、太田警察署北交差点（群馬県道78号太田大間々線（現道）、群馬県道323号鳥山竜舞線交点）から北西に進み、太田市新田小金井町の新田小金井町北交差点（群馬県道39号足利伊勢崎線、群馬県道332号桐生新田木崎線交点）付近までを結び、太田市街地側からはそのまま群馬県道332号桐生新田木崎線へ乗り入れる形となっている。
現道の起点 - 太田警察署北交差点の区間と新道は4車線のバイパスである。現道の太田警察署北交差点 - 鳥山交差点の区間（群馬県道323号鳥山竜舞線との重複区間）はセンターラインのない1.5車線、鳥山交差点 - 終点は2車線の車幅が確保されている。

### 通称
- 東国文化歴史街道（太田市石橋町・石橋十字路交差点 - みどり市笠懸町阿左美・阿左美下原交差点）

### 重複区間
- 群馬県道39号足利伊勢崎線（太田市新田小金井町北交差点 - 石橋十字路交差点）
- 群馬県道69号大間々世良田線（みどり市大間々町大間々 - 終点）

### 交差する河川
- 八瀬川放水路（大矢橋、太田市大島町）
- 蛇川（石橋、太田市石橋町）

#### 新道
- 蛇川（蛇川橋、太田市鳥山上町）

## 地理

### 通過する自治体
- 太田市
- みどり市
- 桐生市
- みどり市

### 交差する道路
- 群馬県道2号前橋館林線（起点）
- 群馬県道323号鳥山竜舞線（太田市鳥山下町・太田警察署北交差点）
- 群馬県道39号足利伊勢崎線（太田市新田小金井町・新田小金井町北交差点）
- 群馬県道39号足利伊勢崎線（太田市石橋町・石橋十字路交差点）
- 群馬県道318号治良門橋停車場線（太田市石橋町）
- 北関東自動車道（太田市藪塚町・山之神入口北交差点付近）※ICを介しての直接接続はしない
- 群馬県道332号桐生新田木崎線（太田市藪塚町・藪塚交差点）
- 群馬県道294号国定藪塚線（太田市藪塚町・藪塚庁舎入口交差点）
- 群馬県道68号桐生伊勢崎線（みどり市笠懸町阿左美・阿左美下原交差点）
- 国道50号（みどり市笠懸町阿左美・岩宿交差点）
- 群馬県道344号阿左美桐生線（みどり市笠懸町阿左美・阿左美岩宿交差点）
- 群馬県道3号前橋大間々桐生線（みどり市大間々町大間々・諸町交差点）
- 群馬県道69号大間々世良田線（みどり市大間々町大間々）
- 群馬県道291号境木島大間々線（みどり市大間々町大間々）
- 国道122号（国道343号・群馬県道62号沼田大間々線・群馬県道70号大間々上白井線 重複）・群馬県道73号伊勢崎大間々線（みどり市大間々町大間々、終点、群馬県道69号大間々世良田線 起点）

### 沿線にある施設など
- 太田記念病院（太田市大島町）
- 太田警察署（太田市鳥山下町）
- 太田市消防本部（太田市鳥山下町）
- 太田市立城西小学校（太田市鳥山下町）
- 三枚橋駅（東武桐生線）（太田市鳥山下町）
- 県営鳥山団地（太田市鳥山上町）
- サン・スポーツランド（太田市鳥山上町にあるスポーツ施設）
- 治良門橋駅（東武桐生線）（太田市成塚町）
- 太田市立強戸小学校（太田市天良町）
- 市営強戸団地（太田市成塚町）
- 太田市立強戸中学校（太田市天良町/成塚町）
- 藪塚駅（東武桐生線）（太田市藪塚町）
- 岩宿駅（JR両毛線）（みどり市笠懸町阿左美）
- みどり市立笠懸北小学校（みどり市笠懸町阿左美）
- 大間々ショッピングセンターさくらもーる（みどり市大間々町大間々）
- みどり市立大間々東小学校（みどり市大間々町大間々）
- みどり市立大間々東中学校（みどり市大間々町大間々）
- 赤城駅（上毛電気鉄道上毛線・東武桐生線）（みどり市大間々町大間々）